# 科克申加河
61°26′24″N 42°38′23″E / 61.44000°N 42.63972°E

科克申加河是俄羅斯的河流，由沃洛格達州和阿爾漢格爾斯克州負責管轄，屬於烏斯季亞河的右支流，河道全長251公里，流域面積約5,670平方公里，河水主要來自融雪，每年十月至翌年四月結冰。